# María Millanes
María Millanes o María Millanes Allué (15 de octubre de 1861-2
5 de octubre de 1925), fue una actriz española, conocida por la película La madona de las rosas, fue madre de la actriz Julia Pachelo, murió en 1925 a los 64 años.

### Filmografía
- La madona de las rosas (1919)